# Municipio de Backus
El municipio de Backus (en inglés: Backus Township) es un municipio ubicado en el condado de Roscommon en el estado estadounidense de Míchigan. En el año 2010 tenía una población de 330 habitantes y una densidad poblacional de 3,54 personas por km².

## Geografía
El municipio de Backus se encuentra ubicado en las coordenadas 44°16′24″N 84°32′11″O / 44.27333, -84.53639. Según la Oficina del Censo de los Estados Unidos, el municipio tiene una superficie total de 93.22 km², de la cual 88,98 km² corresponden a tierra firme y (4,55 %) 4,24 km² es agua.

## Demografía
Según el censo de 2010, había 330 personas residiendo en el municipio de Backus. La densidad de población era de 3,54 hab./km². De los 330 habitantes, el municipio de Backus estaba compuesto por el 95,15 % blancos, el 0,61 % eran amerindios, el 0,3 % eran asiáticos, el 0,3 % eran de otras razas y el 3,64 % eran de una mezcla de razas. Del total de la población el 1,21 % eran hispanos o latinos de cualquier raza.